# Powiat Ludwigslust-Parchim
Powiat Ludwigslust-Parchim (niem. Landkreis Ludwigslust-Parchim) – niemiecki powiat leżący w południowo-zachodniej części kraju związkowego Meklemburgia-Pomorze Przednie. Został utworzony na mocy reformy administracyjnej Meklemburgii-Pomorza Przedniego 4 września 2011 r. z dotychczasowych powiatów Parchim i Ludwigslust.

## Podział administracyjny
W skład powiatu Ludwigslust-Parchim wchodzi: 
- pięć gmin (niem. amtsfreie Gemeinde)
- 15 związków gmin (niem. Amt)

Gminy:
| Lp. | Nazwa gminy     | Ludność (31 grudnia 2018) | Powierzchnia km² |
| --- | --------------- | ------------------------- | ---------------- |
| 1   | Boizenburg/Elbe | 10.724                    | 47,26            |
| 2   | Hagenow         | 12.137                    | 67,44            |
| 3   | Lübtheen        | 4.766                     | 119,69           |
| 4   | Ludwigslust     | 12.233                    | 78,30            |
| 5   | Parchim         | 18.037                    | 124,54           |

Związki Gmin:
| Lp. | Nazwa związku              | Ludność (31 grudnia 2018) | Powierzchnia km² | Liczba gmin |
| --- | -------------------------- | ------------------------- | ---------------- | ----------- |
| 1   | Boizenburg-Land            | 7.140                     | 257,83           | 11          |
| 2   | Crivitz                    | 24.992                    | 482,85           | 17          |
| 3   | Dömitz-Malliß              | 8.517                     | 257,54           | 7           |
| 4   | Eldenburg Lübz             | 12.299                    | 401,70           | 10          |
| 5   | Goldberg-Mildenitz         | 6.543                     | 245,14           | 6           |
| 6   | Grabow                     | 10.884                    | 361,05           | 13          |
| 7   | Hagenow-Land               | 8.516                     | 335,49           | 19          |
| 8   | Ludwigslust-Land           | 8.353                     | 273,53           | 11          |
| 9   | Neustadt-Glewe             | 7.946                     | 127,68           | 3           |
| 10  | Parchimer Umland           | 8.229                     | 370,90           | 10          |
| 11  | Plau am See                | 8.065                     | 234,25           | 3           |
| 12  | Sternberger Seenlandschaft | 12.202                    | 391,47           | 12          |
| 13  | Stralendorf                | 11.742                    | 131,52           | 9           |
| 14  | Wittenburg                 | 9.236                     | 184,37           | 2           |
| 15  | Zarrentin                  | 10.057                    | 275,27           | 5           |

## Zmiany administracyjne
- 1 stycznia 2014
  - rozwiązanie Związków Gmin Banzkow, Crivitz oraz Ostufer Schweriner See
  - utworzenie Związku Gmin Crivitz
  - połączenie gmin Karbow-Vietlübbe i Wahlstorf w gminę Gehlsbach
- 1 stycznia 2016
  - połączenie gmin Langen Jarchow i Zahrensdorf w gminę Kloster Tempzin
  - przyłączenie gminy Steesow do miasta Grabow
- 1 stycznia 2019
  - utworzenie gminy Ruhner Berge z gmin Marnitz, Suckow uraz Tessenow
- 26 maja 2019
  - przyłączenie gminy Gischow do miasta Lübz
  - przyłączenie gminy Setzin do gminy Toddin
  - przyłączenie gminy Leussow do gminy Göhlen